# Висагинас
Ви́сагинас (лит. Visaginas; до 22 сентября 1992 года Снечкус, с 1977 до 1994 года являлся посёлком городского типа) — город на северо-востоке Литвы в Утенском уезде. Центр Висагинского самоуправления. Возник как город-спутник ныне закрытой Игналинской АЭС.
Единственный литовский город, где абсолютно преобладают русские и русскоязычные.

## История
Строительство было начато в 1975 году как города-спутника Игналинской атомной электростанции. На месте будущего города находилась деревня Висагинас, которая была ликвидирована. С началом строительства первых домов, был доставлен огромный валун, очертаниями напоминающий контур Литвы. День его установки 10 августа объявлен Днём города. В 1977 году был получен статус посёлка городского типа под названием Снечкус (Sniečkus) в честь Первого секретаря Коммунистической партии Литвы в 1940—1974 годах Антанаса Снечкуса. В 1992 году был переименован в Висагинас по названию озера, на берегу которого находится населённый пункт. В 1994 году был получен статус города.
31 декабря 2009 года Игналинская АЭС была остановлена и начался её вывод из эксплуатации. Существовали планы постройки в окрестностях города новой атомной электростанции в кооперации с Латвией, Эстонией и японской компанией Hitachi к 2021 году, однако проект не был реализован.

### Название
По словам секретаря ЦК Коммунистической партии Литовской ССР Альгирдаса Ференсаса, рассматривались такие варианты названий:
- Атомава (лит. Atomava; от лит. atomas — атом);
- Аукштайчяй (лит. Aukštaičiai — аукштайтийцы, то есть жители исторического региона Великого княжества Литовского);
- Аушрине (лит. Aušrinė — утренняя звезда) — в балтийской мифологии богиня, являющаяся воплощением утренней звезды;
- Бролува (лит. Broluva; от лит. brolis — брат) — по аналогии с Братском — городом-спутником Братской ГЭС на реке Ангаре;
- Галюнишкис (лит. Galiūniškis);
- Галюнай (лит. Galiūnai);
- Ляуденай (лит. Liaudėnai; от лит. liaudis — народ);
- Драугува (лит. Drauguva; от лит. draugas — друг);
- Швесунай (лит. Šviesūnai; от лит. šviesa — свет);
- Тарибишкес (лит. Tarybiškės; от лит. tarybiškas — советский) — по аналогии с городом Советском в Калининградской области;
- Гражуоляй (лит. Gražuoliai — красавцы);
- Селяй (лит. Sėliai — селы) — балтийский народ, живший до XV века в Селии на юго-востоке современной Латвии, а также на северо-востоке современной Литвы;
- Тайкунай (лит. Taikūnai; от лит. taika — мир) — по аналогии с «алмазной столицей России[13][14]» городом Мирным в Якутии;
- Сауленай (лит. Saulėnai; от лит. saulė — солнце);
- Саулетекяй (лит. Saulėtekiai; от лит. saulėtekis — восход солнца);
- Урания (лит. Uranija; от лит. uranas, лат. uranium — уран) — радиоактивный элемент, чьи изотопы уран-235 и уран-238 используются в качестве топлива для ядерных реакторов на АЭС;
- Габия (лит. Gabija) — в балтийской мифологии богиня огня.

К названию были предъявлены языковые требования — легкопроизносимость на литовском, русском и других языках. Однако новый населённый пункт назвали Снечкус (Sniečkus) в честь первого секретаря Коммунистической партии Литовской ССР Антанаса Снечкуса. Данное название было утверждено 26 сентября 1977 года указом президиума Верховного Совета Литовской ССР. 22 сентября 1992 года указом Nr. I-2899 Сейма Литвы город был переименован в Висагинас — по находящемуся рядом одноимённому озеру. Этимология названия может быть связана с фразой «visi ginasi» (все защищаются). Согласно легенде в озере было много змей, от которых всем приходилось защищаться. При выборе нового названия рассматривали также варианты: Друкшяй (Drūkšiai) — по названию озера, на берегу которого стоит Игналинская АЭС и, предлагавшееся первоначально, Селяй (Sėliai).

## Инфраструктура
Архитектурный проект города и большинства зданий создали ленинградские архитекторы Борис Локтев, Юрий Вуйма и другие. Они разработали современный генеральный план города, учитывающий последние на тот момент градостроительные тенденции. Рабочий проект города выполнил отдел ленинградского Всесоюзного научно-исследовательского и проектно-изыскательского института энерготехники Министерство среднего машиностроения (ВНИИПИЭТ). Архитекторы ВНИПИЭТ были номинированы на получение государственной премии СССР за проект города, однако, в связи с распадом СССР, не смогли её получить.
В городе построено 248 жилых домов. Преобладают пяти- и девятиэтажные дома вильнюсской, каунасской, клайпедской и обнинской планировок. Самым высоким зданием является жилой 16-тиэтажный дом на проспекте Тайкос. В черте города в отдалении от жилых домов находится Висагинская телевышка высотой 250 м. Для служебных помещений и детских садов строили одноэтажные и двухэтажные здания. На строительство АЭС и города со всего СССР приезжали специалисты высокой квалификации из разных сфер; также были задействованы части строительных войск.
В городе 13 улиц, аллея Седулинос, проспект Тайкос, длина которого 2,6 км, и площадь Сантарвес. Длина всех улиц составляет около 45 км. Из них улицы, проспекты и другие дороги с асфальтовым покрытием составляют 20 километров, внутриквартальные проезды с асфальтовым покрытием в жилой территории и на территории общественного назначения составляют 25 км.

## География
Висагинас является самым восточным городом страны. Находится в северо-восточной приграничной части Литвы, в 125 км северо-восточнее Вильнюса на востоке Утенского уезда, около озера Висагинас. Висагинское самоуправление на севере граничит с Зарасайским районным самоуправлением, на юге с Игналинским. Примерно в 10 километрах от города проходят границы с Латвией и Беларусью. Расположен в сосновом лесу. Вокруг города находится около 110 озёр различного размера.

## Климат
В сравнении с другими городами страны, Висагинас отличается большими годовыми перепадами температуры, более холодными и продолжительными зимами с обилием снега, но более коротким летом. Среднее количество осадков также выше.

### Температура
Средняя температура января — −5 °C, июля — 17 °C. Средняя температура пяти наиболее холодных дней в году составляет −27 °C. Абсолютный рекорд положительной температуры — 36 °C, а отрицательной — −40 °C.
| Показатель              | Янв. | Фев. | Март | Апр. | Май  | Июнь | Июль | Авг. | Сен. | Окт. | Нояб. | Дек. |
| ----------------------- | ---- | ---- | ---- | ---- | ---- | ---- | ---- | ---- | ---- | ---- | ----- | ---- |
| Средняя температура, °C | −4,7 | −4,3 | −0,1 | 7    | 12,9 | 16,5 | 18,9 | 17,7 | 12,9 | 6,7  | 2,3   | −1,7 |

### Осадки
Среднегодовое количество осадков около 600 мм. Около 65 % осадков выпадает в период с апреля по октябрь. Снежный покров держится 100—110 дней в год. Средняя толщина снежного покрова 16 см, а максимальная — 64 см.
| Показатель        | Янв. | Фев. | Март | Апр. | Май | Июнь | Июль | Авг. | Сен. | Окт. | Нояб. | Дек. | Год |
| ----------------- | ---- | ---- | ---- | ---- | --- | ---- | ---- | ---- | ---- | ---- | ----- | ---- | --- |
| Норма осадков, мм | 38   | 30   | 34   | 44   | 52  | 75   | 81   | 75   | 67   | 53   | 56    | 51   | 605 |

### Ветер
В регионе доминируют западные и южные ветра. Наиболее сильные ветра дуют в направлении запада и юго-запада. Среднегодовая скорость ветра составляет 3,5 м/с. Максимальная скорость ветра может достигать 28 м/с. Безветрие составляет около 6 % времени и летом длится не более суток, а зимой не более двух суток.
Доминируют ветра со скорость до 7 м/с, их общее количество составляет более 90 %. Случаи ветров со скоростью выше 10 м/с регистрируются менее десяти раз в год.

### Туман
Среднее количество дней в году с туманом — 45. Среднемесячная продолжительность наличия тумана варьируется от 4 до 29 часов и в год составляет 173 часа.

## Население
Согласно данным национальной переписи населения 2021 года в городе проживало 19 446 человек, это на 13,9 % меньше, чем в 2011 году. Согласно данным национальной переписи населения 2011 года в городе проживало 22 585 человек, это на 23,6 % меньше, чем в 2001 году, что стало рекордным падением населения в процентном отношения среди всех городов страны.
Город является единственным, где большинство населения родилось не в Литве. На 1 тыс. человек родившихся за границей приходится 531 человек, что в 4 раза превосходит второй по этому показателю город. Также город выделяется количеством проживающих иностранных граждан: 6,3 % (1,4 тыс. человек) — гражданство России, 0,9 % (0,2 тыс.) — Беларуси, 0,7 % (0,2 тыс.) — Украины, 0,4 % (0,1 тыс.) — других стран. То есть всего — 8,3 % населения, когда как в Литве общее количество иностранных граждан составляет 0,2 %..

### По годам
Население города, начиная с его основания, постоянно росло, достигнув 36 100 жителей в 1996 году. Впервые показав отрицательную динамику роста в 1997 году, население города продолжает ежегодно снижаться. По плотности населения (на 1 квадратный километр — 3723 жителя) город в 1998 занял второе место в Литве.
| Численность населения в Висагинасе | Численность населения в Висагинасе | Численность населения в Висагинасе | Численность населения в Висагинасе | Численность населения в Висагинасе | Численность населения в Висагинасе | Численность населения в Висагинасе |
| 1979                               | 1981                               | 1985                               | 1989                               | 1996                               | 2001                               | 2002                               |
| ---------------------------------- | ---------------------------------- | ---------------------------------- | ---------------------------------- | ---------------------------------- | ---------------------------------- | ---------------------------------- |
| 6212                               | ↗9800                              | ↗22 000                            | ↗32 438                            | ↗36 100                            | ↘29 554                            | ↘28 718                            |
| 2003                               | 2004                               | 2005                               | 2006                               | 2007                               | 2008                               | 2009                               |
| ↘28 066                            | ↘27 762                            | ↘27 021                            | ↘26 144                            | ↘25 618                            | ↘24 974                            | ↘24 395                            |
| 2010                               | 2011                               | 2012                               | 2013                               | 2014                               | 2015                               | 2016                               |
| ↘23 790                            | ↘22 361                            | ↘21 688                            | ↘20 988                            | ↘20 532                            | ↘20 144                            | ↘19 630                            |
| 2017                               | 2018                               | 2019                               | 2020                               | 2021                               | 2022                               | 2023                               |
| ↘19 022                            | ↘18 514                            | ↘18 185                            | ↘18 024                            | ↗19 446                            | ↘19 214                            | ↗19 586                            |

### Распределение по возрасту
Согласно переписи населения 2011 года, наибольшую долю населения города составляют люди от 50 до 59 лет и от 40 до 49 лет, вместе образующие более трети всех жителей. Такая структура населения объяснима старением молодёжи, переезжавшей сюда при строительстве города и АЭС, а также эмиграции их детей после вхождения Литвы в Шенгенскую зону.
| Жители по возрастным группам, 2011 год | Жители по возрастным группам, 2011 год | Жители по возрастным группам, 2011 год |
| Возраст                                | Число жителей                          | %                                      |
| -------------------------------------- | -------------------------------------- | -------------------------------------- |
| Всего                                  | 22 585                                 | 100                                    |
| до 9 лет                               | 1 972                                  | 8,7                                    |
| от 10 до 19 лет                        | 2 295                                  | 10,2                                   |
| от 20 до 29 лет                        | 2 986                                  | 13,2                                   |
| от 30 до 39 лет                        | 2 542                                  | 11,3                                   |
| от 40 до 49 лет                        | 3 815                                  | 16,9                                   |
| от 50 до 59 лет                        | 5 089                                  | 22,5                                   |
| от 60 до 69 лет                        | 2 049                                  | 9,1                                    |
| от 70 до 79 лет                        | 1 420                                  | 6,3                                    |
| от 80 лет                              | 417                                    | 1,8                                    |

В начале 2018 года в городе 61,4 % населения было трудоспособного возраста, 23 % — пенсионного, 15,6 % — дети до 15 лет.

### Этнический состав населения
Висагинас — единственный город в Литве, где преобладают русские и русскоязычные. Русский язык здесь выполняет роль лингва франка. По наименьшей доле литовцев город занимает второе место в стране. В национальном составе: